# Alessandria Unione Sportiva 1952-1953
Questa pagina raccoglie le informazioni riguardanti l'Alessandria Unione Sportiva nelle competizioni ufficiali della stagione 1952-1953.

## Divise
| 1ª divisa |

## Organigramma societario
Area direttiva
- Presidente: Mario Moccagatta
- Vicepresidente: Giuseppe Benzi, Amedeo Ruggiero
- Economo: Adelio Taverna
- Consiglieri: Tito Testa, B. Volante

Area organizzativa
- Segretario: Piero Zorzoli
- Segretario amministrativo: Enrico Reposi

Area tecnica
- Preparatore atletico: Pietro Scamuzzi
- Allenatore: Giacomo Neri

Area sanitaria
- Medico sociale: G. Guerra
- Massaggiatore: Eugenio Taverna

## Rosa
| N. |                   | Ruolo | Calciatore        |
| -- | ----------------- | ----- | ----------------- |
|    | Italia (bandiera) | P     | Pietro Borriero   |
|    | Italia (bandiera) | P     | Franco Buraschi   |
|    | Italia (bandiera) | D     | Luigi Bussetti    |
|    | Italia (bandiera) | D     | Mario Gabbiani    |
|    | Italia (bandiera) | D     | Renzo Generani    |
|    | Italia (bandiera) | D     | Walter Rebecchi   |
|    | Italia (bandiera) | D     | Luigi Vitto       |
|    | Italia (bandiera) | C     | Giuseppe Bagliani |
|    | Italia (bandiera) | C     | Luciano Guasconi  |
|    | Italia (bandiera) | C     | Luigi Masperi     |

| N. |                   | Ruolo | Calciatore           |
| -- | ----------------- | ----- | -------------------- |
|    | Italia (bandiera) | C     | Luciano Motto        |
|    | Italia (bandiera) | C     | Mario Pietruzzi      |
|    | Italia (bandiera) | C     | Carlo Tagnin         |
|    | Italia (bandiera) | C     | Gian Franco Tuberosa |
|    | Italia (bandiera) | A     | Carlo Bey            |
|    | Italia (bandiera) | A     | Danilo Marchioro     |
|    | Italia (bandiera) | A     | Ezio Mazzucco        |
|    | Italia (bandiera) | A     | Giulio Savoini       |
|    | Italia (bandiera) | A     | Luciano Testa        |

### Serie C

#### Girone di andata
| Arbitro: | Andreoni (Milano) |

|                                   |           |  |
| Tagnin 35’ Testa 71’ Mazzucco 73’ | Marcatori |  |

| Arbitro: | Cicardi (Lecco) |

|              |           |               |
| Mazzucco 53’ | Marcatori | 12’ Silvestri |

| Arbitro: | Mazzoni (Parma) |

|                                                |           |                             |
| Bassetti 66’ Canonico 69’ Sabbatini 69’ (rig.) | Marcatori | 61’ Tagnin 89’, 90’ Savoini |

| Arbitro: | Casagrande (Milano) |

|                       |           |                         |
| Testa 5’ Generani 60’ | Marcatori | 15’ Bonistalli 79’ Mari |

| Pavia 12 ottobre 1952 5º Giornata | Pavia                | 0 – 0 | Alessandria | Stadio Pietro Fortunati\| Arbitro: \| Michieletto (Mestre) \| |
| Arbitro:                          | Michieletto (Mestre) |       |             |                                                               |

| Arbitro: | Grignani (Milano) |

|             |           |  |
| Savoini 46’ | Marcatori |  |

| Molfetta 2 novembre 1952 7º Giornata | Molfetta         | 0 – 0 | Alessandria | Stadio Paolo Poli\| Arbitro: \| Jonni (Macerata) \| |
| Arbitro:                             | Jonni (Macerata) |       |             |                                                     |

| Arbitro: | Famulari (Messina) |

|  |           |           |
|  | Marcatori | 77’ Testa |

| Arbitro: | Ferrari (Milano) |

|               |           |  |
| Pietruzzi 72’ | Marcatori |  |

| Arbitro: | Fumagalli (Milano) |

|                                    |           |  |
| Vycpálek 11’ Korostolev 33’ (rig.) | Marcatori |  |

| Arbitro: | Arpaia (Roma) |

|            |           |                    |
| Mantero 4’ | Marcatori | 55’ Bey 63’ Tagnin |

| Arbitro: | Griggi (Brescia) |

|                                 |           |  |
| Tagnin 33’ Bey 38’ Mazzucco 44’ | Marcatori |  |

| Arbitro: | Righi (Milano) |

|  |           |                             |
|  | Marcatori | 27’ Mazzucco 69’, 87’ Testa |

| Arbitro: | Gambarotta (Genova) |

|                          |           |              |
| Savoini 31’, 34’ Bey 75’ | Marcatori | 67’ Barsanti |

| Arbitro: | Jonni (Macerata) |

|                                              |           |                               |
| Petersen 21’ (rig.) Ghezzani 34’ Rinaldi 37’ | Marcatori | 6’, 59’ Bey 16’ (rig.) Tagnin |

| Arbitro: | Andreoni (Milano) |

|                                                |           |              |
| Caratti 35’ (aut.) Mazzucco 67’ Testa 75’, 79’ | Marcatori | 85’ Tosolini |

| Arbitro: | Gronda (Milano) |

|                                |           |  |
| Tuberosa 47’ Tagnin 50’ (rig.) | Marcatori |  |

#### Girone di ritorno
| Lecce 25 gennaio 1953 18º Giornata | Lecce              | 0 – 0 | Alessandria | Stadio Carlo Pranzo\| Arbitro: \| Bernardi (Bologna) \| |
| Arbitro:                           | Bernardi (Bologna) |       |             |                                                         |

| Arbitro: | Gemini (Roma) |

|                |           |  |
| Tortul 4’, 28’ | Marcatori |  |

| Arbitro: | Michieletto (Mestre) |

|                       |           |  |
| Bey 43’ Marchioro 88’ | Marcatori |  |

| Alessandria 22 febbraio 1953 21º Giornata | Alessandria     | 0 – 0 | Pavia | Stadio Giuseppe Moccagatta\| Arbitro: \| Bellè (Venezia) \| |
| Arbitro:                                  | Bellè (Venezia) |       |       |                                                             |

| Arbitro: | Rigato (Mestre) |

|               |           |         |
| Panciroli 85’ | Marcatori | 65’ Bey |

| Arbitro: | Marangio (Roma) |

|          |           |                   |
| Mari 32’ | Marcatori | 42’ Bey 70’ Testa |

| Arbitro: | Ferrari Aggradi (Firenze) |

|                     |           |                        |
| Masperi 2’ Testa 4’ | Marcatori | 53’ Barbieri 59’ Milli |

| Arbitro: | Raule (Roma) |

|              |           |  |
| Bey 38’, 71’ | Marcatori |  |

| Arbitro: | Perego (Milano) |

|               |           |  |
| Trevisani 63’ | Marcatori |  |

| Arbitro: | Marangio (Roma) |

|           |           |  |
| Testa 14’ | Marcatori |  |

| Arbitro: | De Gregorio (Legnano) |

|                   |           |  |
| Tagnin 73’ (rig.) | Marcatori |  |

| Arbitro: | Alterio (Roma) |

|                            |           |  |
| Traini II 26’ Traini I 85’ | Marcatori |  |

| Arbitro: | Lo Bello (Siracusa) |

|                                              |           |                    |
| Tagnin 37’, 75’ (rig.) Testa 81’ Savoini 85’ | Marcatori | 62’ (rig.) Colosio |

| Arbitro: | Canepa (Genova) |

|           |           |             |
| Perin 67’ | Marcatori | 7’ Mazzucco |

| Arbitro: | Casati (Varese) |

|                                    |           |                 |
| Testa 1’ Tagnin 18’ (rig.) Bey 53’ | Marcatori | 8’ (aut.) Vitto |

| Arbitro: | Pieri (Trieste) |

|                                   |           |                                  |
| Vitto 11’ (aut.) Vismara 29’, 55’ | Marcatori | 14’ Bey 50’ Savoini 72’ Mazzucco |

| Arbitro: | Cartei (Firenze) |

|                                 |           |  |
| Castaldi 26’ Casuzzi 36’ (rig.) | Marcatori |  |

## Statistiche

### Statistiche di squadra
| Competizione | Punti | In casa | In casa | In casa | In casa | In casa | In casa | In trasferta | In trasferta | In trasferta | In trasferta | In trasferta | In trasferta | Totale | Totale | Totale | Totale | Totale | Totale | DR  |
| Competizione | Punti | G       | V       | N       | P       | Gf      | Gs      | G            | V            | N            | P            | Gf           | Gs           | G      | V      | N      | P      | Gf     | Gs     | DR  |
| ------------ | ----- | ------- | ------- | ------- | ------- | ------- | ------- | ------------ | ------------ | ------------ | ------------ | ------------ | ------------ | ------ | ------ | ------ | ------ | ------ | ------ | --- |
| Serie C      | 46    | 17      | 13      | 4       | 0       | 35      | 9       | 17           | 4            | 8            | 5            | 19           | 22           | 34     | 17     | 12     | 5      | 54     | 31     | +23 |

### Statistiche dei giocatori
| Giocatore     | Serie C | Serie C |
| Giocatore     | Pres    | Gol     |
| ------------- | ------- | ------- |
| G. Bagliani   | 26      | 0       |
| C. Bey        | 30      | 12      |
| P. Borriero   | 32      | -30     |
| F. Buraschi   | 2       | -1      |
| L. Bussetti   | 34      | 0       |
| M. Gabbiani   | 21      | 0       |
| R. Generani   | 27      | 1       |
| L. Guasconi   | 3       | 0       |
| D. Marchioro  | 12      | 1       |
| L. Masperi    | 33      | 1       |
| E. Mazzucco   | 21      | 7       |
| L. Motto      | 1       | 0       |
| M. Pietruzzi  | 5       | 1       |
| W. Rebecchi   | 1       | 0       |
| G. Savoini    | 34      | 7       |
| C. Tagnin     | 31      | 10      |
| L. Testa      | 32      | 12      |
| G.F. Tuberosa | 2       | 1       |
| L. Vitto      | 26      | 0       |